# Латынин, Леонид Александрович
Леони́д Алекса́ндрович Латы́нин (род. 20 июля 1938, Приволжск) — советский и российский поэт и прозаик.

## Биография
Первым учителем был Пётр Константинович Сумароков, сын священника.
Первыми книгами были Библия и несколько сотен томов теологической литературы из домашней библиотеки, как рукописных, так и изданных в XVIII—XIX веках.
В 1964 году окончил филологический факультет МГУ. Занятия в семинарах у Н. К. Гудзия, Николая Ивановича Либана, слушание курсов С. И. Радцига повлияли на привязанность к теме русского дохристианского пантеона, которая реализовалась как в исследованиях, так и в последующих романах.
В 1962—1974 годах работал в издательстве «Художественная литература», на радио — в испанской, затем бразильской редакции иновещания, и, наконец, в отделе поэзии журнала «Юность».
После 1974 года много времени провёл на русском Севере, занимаясь изучением иконографии и промыслов народного искусства.
В 1980-е годы работал над переводами среднеазиатских поэтов.
Автор романов «Гримёр и Муза», «Спящий во время жатвы», изданных в Европе и Америке.
С 1960 года проживает в Москве. Член Союза писателей СССР с 1974 года.

## Семья
- жена — литературный критик Алла Николаевна Латынина.
  - дочь — писатель и журналист Юлия Латынина.

### Книги стихов
- 1977 — «Патриаршие пруды»
- 1983 — «Осенние часы»
- 1986 — «Осенний дневник»
- 1988 — «Перед прозой»
- 1993 — «Обряд»
- 2000 — «Сон серебряного века»
- 2002 — «Фонетический шум» Диалоги с Евгением Витковским
- 2006 — «На склоне света», в серии «Сон серебряного века»
- 2007 — «Черты и резы»
- 2008 — «Дом врат»
- 2010 — «Праздный дневник»
- 2012 — «Туземный словарь»
- 2017 — «В тени дождя»
- 2019 — «Недуг небытия»
- 2021 — «Химерия»

### Проза
- 1988 — «Гример и Муза (в чужом городе)», роман
- 1993 — «Спящий во время жатвы», роман
- 1993 — «Ставр и Сара», роман
- 1993 — Книжная серия «Утопия и антиутопия XX века». Роман «Гримёр и Муза» Вступительная статья О. Ревзиной
- 1999 — «The Face-Maker and The Muse»
- 2003 — «Русская правда» (романы «Жертвоприношение», «Берлога», «Гримёр и Муза»)

### Смешанные
- 2014 — «Два Гримёра» поэтический сборник и новая редакция романа «Гримёр и Муза» (в соавторстве с Ю. Ханоном)

### Исследования в области народного искусства
- 1983 — «Образы народного искусства»
- 1992 — «Образы русского народного искусства»
- 1993 — «Язычество древней Руси в народном искусстве»
- 2007 — «Основные сюжеты русского народного искусства»